# Спиридонов, Арсентий Владимирович
Арсентий Владимирович Спиридонов (23 сентября 1930 года, д. Суккулово, Дюртюлинский район, Башкирская АССР, РСФСР, СССР — 1996 год) — скреперист ПМК-21 треста «Бустонводстрой» Зарбдарского района Джизакской области Узбекистана.

## Биография
Арсентий Владимирович Спиридонов родился 23 сентября 1930 г. в с. Суккулово Ермекеевского района БАССР.
По комсомольской путевке был направлен в Узбекистан на освоение степей. С 1960 г. работал скреперистом ПМК-21 треста «Бустонводстрой» Зарбдарского района Джизакской области.
Ежегодно добивался высоких производственных показателей. План десятой пятилетки (1976—1980) выполнил досрочно в объёме 521,9 тысячи кубометров грунта.
За большой личный вклад и трудовую доблесть в освоение целинных и залежных земель Указом Президиума Верховного Совета СССР от 13 марта 1981 года А. В. Спиридонов награждён орденом Ленина.
Спиридонов умер в 1996 году.

## Награды
- Награждён двумя орденами Ленина (? и 13.03.1981)